# クリス・ライアン (車いすラグビー選手)
クリス・ライアン（Chris Ryan、1991年7月11日 - ）は、イギリスの車いすラグビー選手。イングランドウェリン・ガーデン・シティ出身。

## 略歴
幼少期からゴルフをやっていたが、17歳の時自動車衝突事故の影響で胸から下が麻痺してプロゴルファーの道を断念。2010年、車いすラグビーを始める。
2016年、リオデジャネイロパラオリンピック競技大会イギリス代表に選ばれる。
そして2021年、東京2020パラオリンピック競技大会イギリス代表の共同主将に就任、金メダル獲得。